# Langisjór
Der Langisjór ist ein See im Hochland von Island. Er befindet sich auf dem Gemeindegebiet von Skaftárhreppur.

## Geografie
Seine Fläche beträgt etwa 27 km², seine Tiefe bis zu 75 m. Er ist ca. 20 km lang und bis zu 2 km breit.
Der See liegt sehr abgelegen am südwestlichen Rand des Vatnajökull auf einer Höhe von 670 m ü.N. 
Westlich liegen die Tungnaáfjöll, etwas weiter westlich die Veiðivötn, östlich der Skaftárjökull.
Der lange und schmale See erstreckt sich parallel zur tektonischen Plattengrenze von Südwesten nach Nordosten umgeben von hohen Bergen. Der bekannteste von diesen ist der Sveinstindur (1090 m). Die Umgebung des Sees ist wüstenhaft.
Ein kleiner Fluss entströmt dem Langisjór und mündet bald darauf in die Skaftá.
Im See sind zahlreiche Inseln und Halbinseln.

## Geschichte
Bis zum Ende des 19. Jahrhunderts wussten von seiner Existenz nur Schafhirten und Bauern, die am Sommerende nach verirrten Schafen suchten.